# ۵۷۹ (میلادی)
۵۷۹ (میلادی) پانصد و هفتاد و نهمین سال تقویم میلادی است.

## رویدادها
- آغاز پادشاهی هرمز چهارم شاهنشاه ساسانی

‎